# Данильянц, Еремей Иванович
Еремей Иванович Данильянц (арм. Դանիելյանց Երեմ Իվանի, 22 апреля (5 мая) 1901 года, Аранзамин, Елизаветпольская губерния — 29 сентября 1943, Нивки, Гомельская область) — участник Великой Отечественной войны, Герой Советского Союза (посмертно, 1944), гвардии старший сержант, командир пулемётного расчёта 4-го эскадрона 60-го гвардейского кавалерийского полка 16-й гвардейской Черниговской кавалерийской дивизии 7-го гвардейского кавалерийского корпуса 61-й армии Центрального фронта.

## Биография
Родился в армянской крестьянской семье в селе Аранзамин Елизаветпольской губернии (ныне — в Нагорном Карабахе). После окончания начальной школы стал строителем: молодой Еремей работал сначала подсобником у каменщиков, а затем — каменщиком-каменотёсом. За годы работы участвовал в возведении многих зданий и объектов на стройках Советского Союза. На одной из таких строек в 1941 году Данильянц встретил начало Великой Отечественной войны, и уже через несколько дней после её начала он в числе сотен тысяч добровольцев вступает в ряды Красной Армии.
Пройдя военно-подготовительные курсы, Еремей Данильянц с 1942 года воевал в составе 4-го эскадрона 60-го гвардейского кавалерийского полка 16-й гвардейской кавалерийской дивизии, 7-го гвардейского кавалерийского корпуса, 61-й армии, Центрального фронта в звании гвардии старшего сержанта в должности командира пулемётного расчёта. В борьбе с немецко-фашистскими захватчиками проявил отличную военную и тактическую выучку. Так, ночью 28 сентября 1943 года Данильянц под сильным миномётно-пулемётным огнём первым переправился со своим расчётом на правый берег реки Днепр в районе деревни Нивки Брагинского района Гомельской области Белоруссии и открыл шквальный огонь по противнику. Это помогло эскадрону успешно форсировать реку, занять выгодный рубеж и обеспечить переправу главных сил 60-го гвардейского Черниговского кавалерийского полка. 29 сентября 1943 года, продолжая наступление на деревню Галки, при взятии высоты, с которой противник вёл интенсивный автоматный и пулемётный огонь, Данильянц по высокой траве ползком приблизился к высоте. Выбрав удобную позицию для пулемёта, он открыл огонь, заставив фашистских автоматчиков укрыться в окопах. Уничтожил два пулемётных расчёта и 28 солдат и офицеров противника. В этом бою гвардии старший сержант Данильянц погиб. Но путь 4-му эскадрону на деревню Галки был открыт.
Похоронен в братской могиле в деревне Асаревичи Брагинского района Гомельской области Белоруссии.
Указом Президиума Верховного Совета СССР «О присвоении звания Героя Советского Союза генералам, офицерскому, сержантскому и рядовому составу Красной Армии» от 15 января 1944 года за «образцовое выполнение боевых заданий командования на фронте борьбы с немецкими захватчиками и проявленные при этом отвагу и геройство» гвардии старшему сержанту Данильянцу Еремею Ивановичу присвоено звание Героя Советского Союза (посмертно).

## Награды и звания
- Герой Советского Союза (1944, посмертно)
- Орден Ленина
- Орден Красной Звезды
- Медали.

## Память
- В селе Аранзамин установлен бюст Героя.
- Имя Е. И. Данильянца высечено золотыми буквами на мемориальных досках вместе с именами всех 78-и Героев Советского Союза 112-й Башкирской кавалерийской дивизии.
- Согласно распоряжению главы города Пятигорска имя Героя было высечено на памятной доске на Аллее Героев[4].
- В музее истории пятигорской милиции установлен горельефный бюст Е. И. Данильянца[5].
- Именем Героя названа улица в Пятигорске.
- Имя Е. И. Данильянца увековечено на братской могиле в Галках (Брагинский район Гомельская область)[6]